# Demeton-S
Demeton-S ist eine chemische Verbindung aus der Gruppe der Thiophosphorsäureester.

## Gewinnung und Darstellung
Demeton-S kann durch Reaktion von 2-Hydroxyethylethylsulfid mit Diethylchlorthiophosphat in Toluol in Gegenwart von wasserfreiem Natriumcarbonat und metallischem Kupfer gewonnen werden. Durch Isomerisierung entsteht in etwa eine 65:35 Mischung von Demeton-O und Demeton-S, wobei die Mischung der beiden Verbindungen als Demeton (CAS-Nummer: 8065-48-3) bezeichnet wird.

## Eigenschaften
Demeton-S ist eine farblose Flüssigkeit, die wenig löslich in Wasser ist. Das technische Produkt hat einen unangenehmen Geruch nach Mercaptan.

## Verwendung
Demeton-S wird (wie auch Demeton-S-methyl und Demeton-S-methylsulfoxid) als Akarizid und Insektizid gegen Milben, Blattläuse und Insekten wie die Weiße Fliege, Zikaden, Thripse und Minierfliegen verwendet.

## Zulassung
In Deutschland, Österreich und der Schweiz sind keine Pflanzenschutzmittel mit diesem Wirkstoff zugelassen.